# Baszk nyelv
A baszk nyelv (saját néven euskara, illetve a különböző dialektusokban euskera, eskuara, üskara) a spanyol–francia határ nyugati végében – a nyugati Pireneusokban fekvő spanyolországi autonóm Baszkföldön és Franciaország délnyugati sarkában – beszélt, ismeretlen eredetű toldalékoló nyelv. Az egybehangzó tárgyi kutatások túlnyomó része szerint egyetlen jelenleg élő nyelvvel sem áll rokonságban. Így az egész kontinens egyedüli izolált nyelve, míg Európa valamennyi más nyelve besorolható az indoeurópai, az uráli, az altaji vagy az afroázsiai nyelvcsalád valamelyikébe.
A világon összesen körülbelül 800 000-en beszélnek baszkul. Baszkföldön (Euskal Herria), a spanyol-francia határvidék Atlanti-parti részén körülbelül 700 ezren, ebből 500 ezren Spanyolországban, a többiek Franciaországban. A világon máshol – mindenekelőtt Európában és Amerikában – is jelentős, megközelítőleg százezres kisebbség beszéli. A nép és a nyelv elnevezése a latin Vasco, Vascones > spanyol vasco szóból származik, minden bizonnyal a francia basque közvetítésével. A népnév etimológiailag valószínűleg az eusk- szótővel áll összefüggésben. A baszkok önelnevezése euskaldunak, azaz „baszkul beszélők”, amely a nyelv nevéből (euskara) származik.

## Bevezetés
A baszk nyelvben az a különleges, hogy Nyugat-Európa egyetlen nem indoeurópai nyelve, és az egész kontinens egyedüli izolált nyelve. A Pireneusok vidékén már évezredek óta helytáll és megtartja egyediségét különböző indoeurópai nyelvekkel, mint például a keltával, a latinnal és az újlatin nyelvekkel szemben. Bizonyára nem hiba azt feltételezni, hogy a baszk nyelv az utolsó képviselője egy óeurópai nyelvrétegnek, mely Európában nagyon elterjedt volt az indoeurópai nyelvek elterjedése előtt. Mindenesetre a modern baszk nyelv antik elődje, az óbaszk vagy vaszkón aligha tekinthető egy óeurópai közös nyelv – amely állítólag az indoeuropaizálás előtt az egész Dél-, Nyugat- és Közép-Európában elterjedt volt – egyik változatának, szemben egy manapság népszerű felfogással.[forrás?] Bizonyosan voltak ezen a hatalmas területen különböző előindoeurópai nyelvek, melyek részben rokonságban voltak a mai baszk nyelv előfutárával. Azonban már az ibér és délluzitán nyelvek mutatják, hogy magán az Ibériai-félszigeten belül más előindoeurópai nyelvek is voltak, amik nyilvánvalóan semmilyen rokonságot nem mutatnak a baszkkal.
A nyelv egyik korai formájának az aquitániai számíthat, amely mindössze 500 személy- és istennéven keresztül maradt fenn, amiket latin sírfeliratok és avató- vagy szentelő kövek (például adott istenségnek, szentnek  ajánlott templom vagy építmény) feliratai örökítettek meg. Mind a nevek, mind a kevés azonosítható morfológiai alak rokonságot mutatnak a mai baszk nyelvvel (például az aquitániai nesca „vízi nimfa”, a baszk neska „leány”; az aquitaniai cison „ember, férfi”, a baszk gizon „ember, férfi”; az -en(n) aquitániai és baszk szóvégződés a birtokos eset jelölésére).

## Etnolingvisztikai adatok

### Beszélőinek száma, nyelvi státusza
A baszknak ma körülbelül 700 ezer beszélője él, mindenekelőtt északkelet-Spanyolországban és délnyugat-Franciaországban. Baszkföldön kívülről nincsenek megbízható adatok, de Európa többi területén és Amerikában nagyjából 100 ezren vannak azok, akik vagy beszélik, de legalábbis értik a nyelvet. Így az összes beszélő (beleértve az emigrációban élőket) száma 700 ezer fő körül mozog (az Encyclopædia Britannica 1998-as kiadásában nagyobb számokat közöl, az Ethnologue 1991-es számlálásokon alapuló statisztikája pedig 650 000 beszélőről számol be. Az 1994-es népszámlálás körülbelül 618 ezer baszk anyanyelvűt említ. Az EUSTAT – az Európai Unió statisztikai évkönyve – az 1999-es évben 690 000-re teszi a nyelv spanyol földön élő beszélőinek számát, ami a francia területeket illeti, az Instituto Cultural Vasco 56 ezer (15 év feletti) főt számlált össze 1997-ben.)
Majdnem minden baszkul beszélő ember kétnyelvű, beszéli a mindenkori állam hivatalos nyelvét is. A spanyol Baszkföldön (Guipúzcoa, Bizkaia és Álava, valamint Navarra tartományokban) a baszk nyelv 1978 óta hivatalos regionális nyelvnek számít. A francia nyelvpolitika nem ismeri el területén a kisebbségi nyelvek létét, s így aztán ezek a baszk, breton, katalán, okcitán, korzikai, elzászi nyelvek semmiféle hivatalos státusszal nem rendelkeznek, ezért hivatalos statisztikai felmérések sem léteznek. Egyes baszk egyesületek szerint jóval többen – akár kétmillióan is – beszélik a nyelvet, de ezekben az esetekben nem tesznek különbséget az aktív és passzív felhasználók (olyan személyek, akik bár bizonyos mértékig megértik a baszkot, de nem beszélik megfelelő szinten) között. Ma Spanyolországban körülbelül 4,5 millió ember visel baszk családnevet.

### Földrajzi elterjedés
A nyelvterület ma egy ötven kilométer széles parti sávot foglal magába a spanyolországi Bilbaótól a franciaországi Bayonne-ig, mérete megközelítőleg 10 000 km². Spanyolország közigazgatási beosztása szerint ez a földrajzi egység País Vasco (baszkul: Euskal Autonomia Erkidegoa), Baszkföld autonóm közösség három tartománya, Vizcaya (baszkul: Bizkaia), Guipúzcoa (baszkul: Gipuzkoa) és Álava (baszkul: Araba), illetve az autonóm közösség (spanyolul: comunidad autónoma) és tartomány (spanyolul: provincia) közigazgatási szintet egyszerre jelentő Felső-Navarra (baszkul: Nafarroa Garaia) területére, valamint Franciaországban Pyrénées-Atlantiques megye (franciául: département) nyugati részén az egykori Labourd (baszkul: Lapurdi), Basse-Navarre (baszkul: Nafarroa Beherea) és Soule (baszkul: Zuberoa) tartományok területére esik. A baszkok a két ország területére eső hét tartományt nyelvi, történelmi és kulturális egységnek tekintik, és együttesen Euskal Herria („Baszk Haza, Baszkföld”) névvel illetik, megkülönböztetve az Euskadi elnevezéstől, amelyet a fent említett spanyolországi autonóm közösségre vonatkoztatnak. Baszkföldön kívül számottevő kisebbség beszéli a nyelvet Madridban, Európa egyéb területein, az Amerikai Egyesült Államokban, Latin-Amerika országaiban, Ausztráliában és a Fülöp-szigeteken.

A baszk nyelv beszélőinek megoszlása a Spanyolországi Baszk Autonómiában (2001)
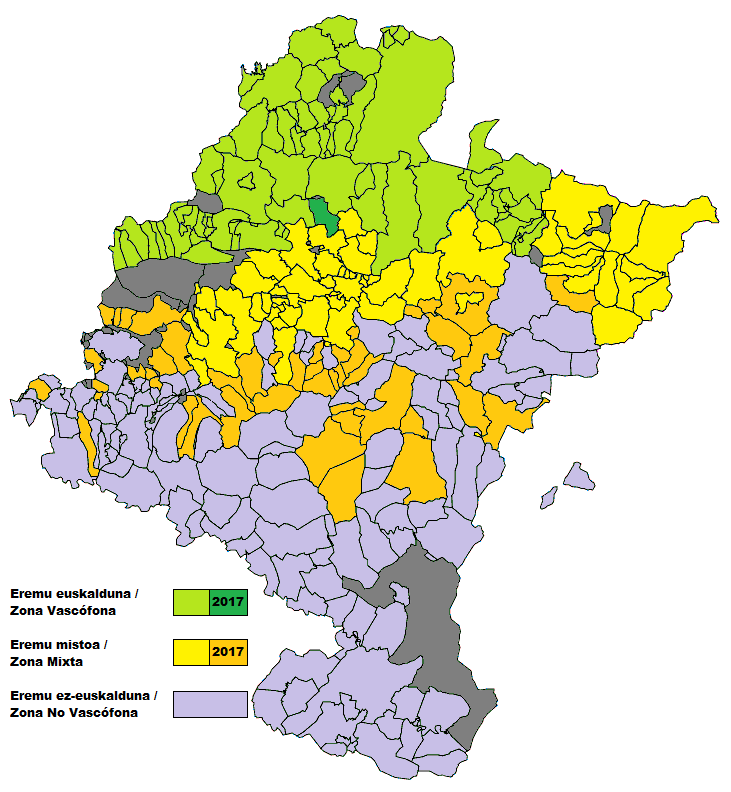
Navarra spanyol autonóm közösség járásai: baszk (zöld), kevert (sárga) és spanyol nyelvű (lila) zónák
Navarra járásai: a baszkul beszélők százalékos aránya (2001)

### Dialektusok és az egységes nyelv(euskara batua)

A baszk nyelv dialektusai és földrajzi elhelyezkedésük

A nyelvtudomány a baszk nyelv hét fő dialektusát különbözteti meg:
- Spanyolországban: bizkaiai, guipúzcoai, álavai (mára kihalt) és navarrai;
- Franciaországban: lapurdi, alsó-navarrai és souletin.

Ezeket a dialektusokat még legalább 25 aldialektusra lehet felosztani. A dialektusok földrajzilag a néhai provinciák szerint tagolódnak. A köztük lévő különbségek nem nagyok, a szomszédos változatok kölcsönösen megérthetőek. A dialektusok között, a Bizkaiában beszélt (nyugati) változat (főleg eltérő igealakjaival) különbözik leginkább a többitől. A nyelvjárások három külön nyelvre (spanyolországi baszk, navarro-labourdin és souletin) való felosztása az utóbbi lényeges eltéréseinek dacára sem felel meg a tudományos irodalom által elfogadottnak.
A központi guipúzcoai nyelvjárás és a korábbi egységesítési kísérletek alapján hozta létre és szabályozza 1968 óta a Baszk Akadémia Koldo Mitxelena (Luis Michelena) vezetésével a baszk sztenderd nyelvváltozatát, az euskara batuát (egyesített baszk). Az autonóm területeken ma ezt oktatják kisgyermekkortól az egyetemig. 1980 óta az összes baszk publikációnak (körülbelül 5000 db) több mint 80%-a ebben a nyelvváltozatban jelent meg, az euskara batua lassan elkezdett beszélt irodalmi nyelvvé válni.

## A baszk nyelv története

### Fejlődése időszámításunk kezdete óta

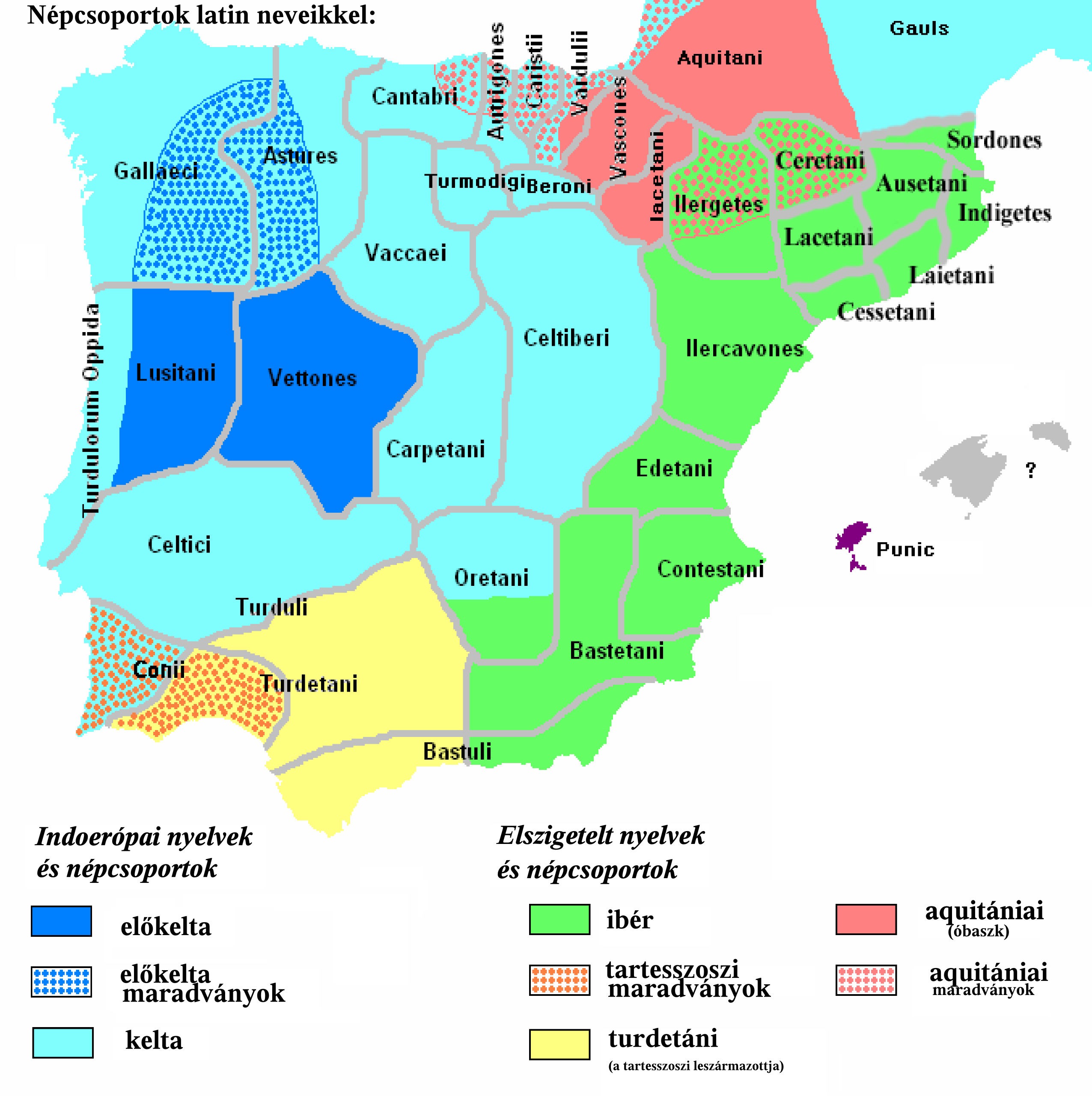
Az Ibériai-félsziget latin dokumentumokból ismert népei és nyelvei i. e. 200 körül

A baszk nyelvet időszámításunk kezdetekor bizonyítottan a Pireneusoktól északra és délre, valamint Észak-Spanyolország nagy részén beszélték. A római uralom után a nyelvterület tovább növekedett délnyugat felé, egészen a Rioja Alta tartományig. A keleti baszk nyelvjárásokat a feltörekvő újlatin nyelvek korán kiszorították. A középkorban a vidéki, íratlan baszk nyelv csak nehezen tudott érvényesülni az újabb keletű újlatin írott és kultúrnyelvekkel (pl. aragóniai és okcitán) szemben. A 10. századtól kezdve a baszkot délen kiszorította a folyamatosan teret hódító spanyol nyelv, ma azonban mégis nagyjából ugyanazzal a földrajzi elterjedéssel bír, mint a 16. században, jóllehet az utóbbi két évszázadban az ipari területek magvában és a baszkföld peremén is keményen kellett küzdenie a továbbéléséért, amit a szociolingvisztikai felmérések jól mutatnak.

### Írásos emlékek
Sokáig a legrégibb baszk nyelvemléknek azokat a 10. századból származó mondattöredékeket tartották, amelyek a Glosas Emilianensesként ismert szövegben fordulnak elő. 2006 júniusában, az Iruña-Veleia régészeti lelőhely vezető régésze, Eliseo Gil azt állította, hogy egy 270 vésett sort tartalmazó, 3. századból való epigráf készletet találtak baszk írással. Néhány szó és szószerkezet figyelemre méltó módon igen egyszerű volt a modern baszk nyelvhez viszonyítva, és így a leleteket a baszk nyelv legkorábbi írásos bizonyítékaként ünnepelték. Miután egy független vizsgálóbizottság 2008-ban megállapította, hogy az állítólagos bizonyíték hamis, valamennyi lelet valódiságát erősen megkérdőjelezték. Széles körben felmerült a régészeti csalás gyanúja. Gil azonban ragaszkodott állításaihoz, de közvetlenül nem utasította el a független vizsgálók következtetéseit sem. 2009-ben bíróság elé állították emiatt. Az egyik legkirívóbb hiba a bizonyítandó csalásban, hogy ellentmond a Krisztus feltámadásáról vallott keresztény tanoknak, mert egy leleten, mely Krisztus megfeszítését ábrázolja a kereszten, a R.I.P. véset szerepel („Requiescat in pace” rövidítése = Nyugodjék békében).
Latin vésett írások, többnyire a mai dél-francia területeken, megőriztek néhány egyértelműen baszk személy- vagy istennevet (leherenno deo, 'az első isten'). 1000-től kezdve baszk tulajdonnevek, de ugyanígy kifejezési formák és rövid mondatok is megmaradtak. Az első baszk nyelvű könyvet 1545-ben nyomtatták (Linguae Vasconum Primitiae) Ezt Jean (d’) Etxepare (Echepare) alsó-navarrai plébános írta, és egy sor népies költeményt tartalmaz. Ez a könyv a kezdete egy folyamatos, de különösen gazdagnak nem mondható irodalmi emlékanyagnak, melyben főként vallásos témák szerepelnek. A „baszk újraébredés” vagy „reneszánsz mozgalom” (Euskal pizkundea, 1887–1936) vállalkozott az első konkrét lépésekre az egységes írott nyelv irányában, a központi guipúzcoai nyelvjárásra alapozva.

### Polgárháború és a Franco-korszak
A baszk az 1935–1936-os spanyol polgárháború alatt rövid ideig regionálisan hivatalos nyelvként funkcionált Baszkföld spanyol területein. A nem sokkal később kezdődő Franco-korszakban (1939–1975) a baszk használatát az összes nyilvános területen betiltották, ami azokban az években a beszélők számának jelentős csökkenéséhez vezetett. A megszorításokon először 1965-ben lazítottak, ezáltal létrejöhettek baszk oktatási nyelvű iskolák (ikastolak), és felnőtteknek is szervezhettek nyelvkurzusokat. Ezen intézetek hamarosan a teljes Baszkföldön elterjedtek, ezzel is sürgetve egy egységes, írott baszk nyelv megteremtését. Ez vezetett végül oda, hogy ma már a spanyol autonóm területeken az óvodától az egyetemig minden szinten oktatják.

### Egységesítés, regionális hivatalos nyelv
Az euskara batua meghonosítását döntően elősegítette, hogy Koldo Mitxelena (másként Luis Michelena) 1968-ban elkezdte a helyesírás alapjainak lefektetését, ám a folyamat máig sem záródott le teljesen. Spanyolország 1975 óta tartó demokratizálása és különösen az ennek keretében megalkotott 1978-as alkotmány – mely a baszknak Bizkaia, Guipúzcoa, Álava provinciákban valamint Navarra provincia egyes részein a spanyol mellett hivatalos státuszt biztosít – a helyi tévé, rádió és a sajtó is használja, ami kedvező feltételeket teremt a nyelv stabilizálásának és további spanyolországi fejlődésének. A baszkok erős etnikai és nyelvi tudata, tudatos nyelvpolitikai lépéseik biztosan lényegesen hozzá fognak járulni rendkívüli nyelvüknek hosszú távú fennmaradásához, bár kevesebb mint egymillióan beszélik.

## A baszk kapcsolatai más nyelvekkel

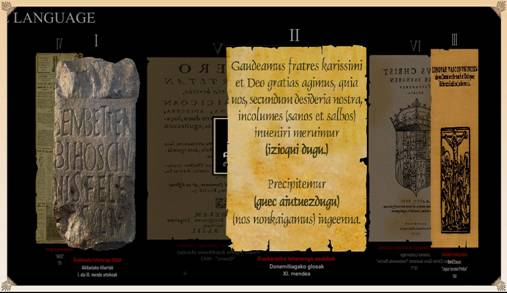
Baszk írások

A baszk rokonságának bizonyítása más nyelvekkel már csak a következő okokból is nehéz:
- Jelentősebb írott dokumentumok csak a 15., illetve 16. századtól állnak rendelkezésre,[18] így a nyelv régebbi változatai csak nehezen rekonstruálhatók. Mindenesetre itt segítségre lehet a régi baszk helynévtan (toponímia).
- Más óibér nyelvek csak hézagosan ismertek. Emiatt nem lehet eldönteni, hogy a csekély számú baszk–óibér szóegyezés talán a szókölcsönzés, vagy a szoros nyelvi kapcsolat eredménye-e.

Komoly kutatók között a legelterjedtebb hipotézis, hogy a baszk nyelvnek nincsenek nyelvi rokonai, azaz elszigetelt nyelv. Ennek ellenére volt és van számos kísérlet arra, hogy a baszk nyelvet más nyelvekkel hozzák rokoni kapcsolatba. Nyilvánvalóan igen érdekes kérdés az, miképp lehetséges egy izolált nyelvi sziget az indoeurópai nyelvek közé beékelődve. R. P. G. Rijk (1992) lapidáris egyszerűséggel írja le az eddigi eredményeket: „A sok-sok tinta ellenére, melyet a genetikai rokonság bizonygatására használtak fel az elmúlt évszázadban, a kérdés még mindig tisztázatlan.”

### Rokonság
Az ibér hipotézis
Már Wilhelm von Humboldt és később Hugo Schuchardt is felállították a 19. században a baszk és az ibér nyelvek rokonságának hipotézisét. Az ibér (nem tévesztendő össze a keltibérrel, amely egy kelta, s így indoeurópai nyelv) egy nem indoeurópai nyelv az elő- és korai római kori Spanyolországban (i. e. 6.–1. század), amely előbb szórványosan görög, később nagy terjedelemben egy saját – föníciai és görög befolyást mutató – ibér írásban maradt ránk számos feliraton és pénzérmén Spanyolországban, a Baleár-szigeteken és Dél-Franciaországban. Jóllehet, M. G. Morenonak 1922–24 között sikerült az ibér szótagírást megfejtenie, de az ibér szövegek alig voltak érthetőek. Ezek megértésében a baszk nyelv mindeddig semmilyen módon nem volt segítségre – az eredeti elvárásokkal szemben –, ami már magában is valószínűtlenné teszi a közelebbi rokonságot e két nyelv között. Ennek ellenére néhány kutató továbbra is a baszk-ibér hipotézist képviseli, míg a többség ezt elutasítja. Néhány ibér-baszk szóegyezés (pl. a baszk bizkar, „sziklafal”, argi, „világos”, ilun, „sötét”, iri, „város” szavaknál) megmagyarázható az óbaszk és az ibér nyelvek szoros kapcsolatával is.
Afrikai rokonság
Mások hasonlóságokat vélnek felfedezni a baszk és egyes afrikai nyelvek között. Nevezettek a berber (az afroázsiai nyelvek egyik alcsoportja), a nílusi-szaharai szonghai nyelvek, valamint a mande nyelvek csoportja, ami a niger-kongói nyelvek közé tartozik. E hipotézisek egyike sem tudott érvényre jutni, ezek nyelvtipológiai szempontból nagyon megkérdőjelezhetőek.
A kaukázusi hipotézis
Az előző hipotézist hamar kiszorította a baszk-kaukázusi hipotézis, amely a baszkot a kaukázusi nyelvekkel vagy azok egy csoportjával hozta kapcsolatba. Kaukázusi nyelvek alatt olyan ősi nyelveket értünk, melyek sem az indoeurópai, sem a török, sem a sémi nyelvek közé nem sorolhatóak. Georgij Andrejevics Klimov, a kaukázusi nyelvek kutatója, a kaukázusi hipotézisek különféle szerzőivel szemben kritikával élt, és végül a teljes elutasításig jutott el (Klimov 1994).
Klimov a baszk és a kaukázusi nyelvek rokonságát illető elutasításának fő érvei:
- Nem vették figyelembe a kaukázusi nyelvek (amelyek legalább három nyelvcsaládra tagolhatók) különböző genetikai egységeit.
- A baszkot szükség szerint a kereken 40 modern kaukázusi nyelv valamelyikével hasonlítják össze rekonstruált kaukázusi előnyelvek helyett.
- Hangmegfelelések a baszk nyelv és a kaukázusi nyelvek között ritkán jönnek létre a kaukázusi hipotézisen belül.
- Az érvelést erősen átitatja a nyelvtipológia, így nincs nyelvészeti értelemben genetikai bizonyító ereje.
- Szemantikus anakronizmusokat vonnak be a bizonyításba (pl. felhasználják az összehasonlításban a vas feldolgozásának szavait, jóllehet legalább 5000 év választja el a baszk és a kaukázusi nyelveket egymástól, és akkoriban még nem volt vasfeldolgozás).
- indoeurópai jövevényszavakat vonnak be az összehasonlításba.

Klimov végkövetkeztetése: „Kizárólag azok a nyelvkutatók vagy újságírók tartják fenn a baszk-kaukázusi tézist, akik a baszk és a kaukázusi nyelvek tényeivel nem ismerkedtek meg.” (Klimov, 1994).
A dene-kaukázusi hipotézis
A legújabb kísérletek arra irányulnak, hogy a baszk nyelvet besorolják egy feltételezett európai–ázsiai–észak-amerikai makronyelvcsaládba, az ún. Dené-kaukázusi nyelvcsaládba. Ez a feltevés lényegében Szergej Anatoljevics Sztarosztyintól (1984) származik. A baszk besorolása többek közt V. Csirikba (1985) javaslata volt. Az ő tézisük szerint a baszk az észak-kaukázusi, a sino-tibeti és az észak-amerikai na-dené-nyelvek rokonok. A dene-kaukázusi hipotézist ma még csak kevés kutató támogatja, így a baszk nyelv ide sorolása eddig teljesen homályban maradt.
Vaszkón hipotézis
Egy új és nagyon vitatott hipotézis szerint a vaszkón nyelv előfutára volt a baszknak (Hamel–Vennemann 2002). Az onomasztika (főnévkutatás) és a hidronímia (vízrajzi nevek kutatása) szerint ez a nyelv nagy területeken terjedt el Nyugat- és Észak-Európában, és benne még ma is sok előindoeurópai helynév és folyónév fordul elő. E tézis így szól: sok folyó és helynév szótöve megegyezik a baszk „víz”, „folyó”, „vízfolyás”, „völgy” és más jelentésű szavakkal. Csaknem valamennyi, a területet ismerő kutató elutasította ezt az alig igazolható kezdeményezést.
Eredmény: a baszk elszigetelt nyelv.
Le kell szögezni, hogy a mai napig nem sikerült bebizonyítani a baszk nyelv rokonságát egyetlen ma ismert nyelvvel vagy nyelvcsaláddal sem. A tudomány jelenlegi állása szerint a baszk tehát izolált nyelv.

### Kölcsönhatások a szomszédos nyelvekkel

#### Fonológia (hangtani hatások)
Két szomszédos újlatin nyelv, a spanyol és még inkább az okcitán nyelv gascogne-i dialektusa (gascon) a latin szókezdő f-et h-ra redukálja, s ez a mai spanyol irodalmi nyelvben néma. Ezt a jelenséget hagyományosan a baszk nyelv befolyására vezetik vissza, azonban ez a kérdés meglehetősen vitatott. Összehasonlításképpen a spanyol Fuenterrabía helynév baszk megfelelője Hondarribia.
- latin filia, spanyol hija, gascon hilha, francia fille („leány”)
- latin farina, spanyol harina, gascon haría, francia farine („liszt”)
- latin flore, spanyol flor, gascon hlor, francia fleur („virág”)
- latin frigidus, spanyol frío, gascon hred, francia froid („hideg”)
- latin calefacere, spanyol (összetételekben:) calefac-, gascon cauhar, francia chauffer („fűteni”)

További feltételezett hatás a kétfajta pergőhang megléte a baszk és a spanyol nyelvekben (ami szintén vitatott: a szakemberek egy része szerint ez már az Ibériai-félszigetre hozott latinban így volt, valószínűleg dél-itáliai hatásra), valamint az ún. protetikus magánhangzó az eredetileg r-rel kezdődő szó előtt: latin rota, spanyol rueda, baszk errota, gascon arroda, francia roue („kerék”).
Az egész Gascogne egykori baszk nyelvterületnek számít, és korábban állítólag Spanyolországban is nagyobb volt a baszk nyelv területe a mainál, ami helynevekben mutatkozik meg: pl. Val d’Aran (Aran-völgy, a baszk aran, „völgy” szóból).

### Szókincsbeli hatások
A baszk nemcsak a morfológiájában, hanem szókincsében is szembetűnő önállóságot őrzött meg a legkevesebb 2500 éve tartó, a környező indoeurópai nyelvek felől érkező nyomás ellenére. Mégis számos jövevényszava van a latinból és mindenekelőtt az újlatin nyelvekből. Néhány példa:
- errege < latin rege(m) (sp. rey), „király”;
- gorputz < latin corpus, „test”;
- unibertsitate < latin universitas, „egyetem”;
- denbora < latin tempora, „idő”, >[27]
- errota < latin rota (sp. rueda), „kerék”;
- lege < latin lege(m) (sp. ley), „törvény”;
- eliza < latin ecclesia (sp. iglesia), „templom, egyház”;
- liburu < vulgáris latin libru(m) < latin liber (sp. libro), „könyv”;
- dorre < spanyol torre, „torony”;
- bake < latin pace(m), (sp. paz), „béke”;
- gaztelu < latin castellu(m) (sp. castillo), „vár (kastély)”;
- katu < latin cattu(s) (sp. gato), „macska”.

Egy további jövevényszóréteg a kelta nyelvekből származik, mint:
- adar < kelta adarc, „kürt” (ez bizonytalan);
- hartz < kelta art, „medve”.

Bár a baszk nyelvben számos lehetőség van származtatással új szavak képzésére, a modern technológiák szavainak bősége jövevényszóként került be a baszkba az angolból és az újlatin nyelvekből. Ezzel ellentétben csak igen kevés baszk szó lett jövevényszava a környező újlatin nyelveknek, mindenesetre a baszk család- és helynevek Spanyolországban és Latin-Amerikában egyaránt elterjedtek (pl. Bolívar, Echeverría és Guevara).
Noha a szomszéd újlatin nyelvek befolyása a baszk nyelvre (különösen a szókészletre, de bizonyos fokig a fonológiára és a nyelvtanra is) sokkal erősebben érvényesült, a baszk is visszahatott ezekre a nyelvekre. Ez különösen a gasconra és az aragóniai nyelvre igaz, de valamivel kisebb mértékben a spanyol nyelvre is. Az aragóniai és a gascon dialektusok esetében ez kölcsönös szubsztrátum útján majd az ezt követő nyelvcsere révén az aquitaniai nyelvből vagy a baszkból a latin nyelvek irányában, a nyelv valamennyi rétegét érintve (beleértve a Pireneusok környéke helységneveit is) valósult meg.
Noha számos, állítólag baszk eredetű szó kering a spanyol nyelvben (például anchoa, „szardella”, bizarro, „bizarr”, perro, „kutya” stb.), a legtöbbjük valójában újlatin átvétel vagy hangfestő szó, nem pedig baszk hatás. Egy potenciális jövevényszó jelölt az ezker, amely régóta az iberoromán nyelvekben a „bal(oldal)”-t jelenti (spanyol izquierdo, portugál esquerdo, katalán esquerre stb.). A szókezdő /r-/ hiánya a gasconban lehet a baszk befolyás következménye, de ez még nem bizonyított.

## A baszk nyelv nyelvi struktúrája
Morfológiai típusára nézve a baszk – a szomszédos újlatin, illetve indoeurópai nyelvektől – eltérően toldalékoló (agglutináló) nyelv, akárcsak az uráli vagy a török nyelvek; nincs benne nyelvtani nem, rendkívül formagazdag és komplikált igerendszere van egytől négy személyig ragozott igealakra (több személyű ragozás). A főnévragozás a szócsoport (szintagma) végére kerülő ragokkal valósul meg, ahogy a magyarban.

### Hangtan
A magánhangzók rendszerében három nyíltsági fok lelhető fel, a hosszúság megkülönböztetése nem ismert. A batua magánhangzórendszere egyszerű: /a, e, i, o, u/.,
A mássalhangzókat a következő táblázat mutatja be.
|                              | labiális | dentális | dorzoalveoláris | apikoalveoláris | posztalveoláris | palatális   | veláris   | glottális |
| ---------------------------- | -------- | -------- | --------------- | --------------- | --------------- | ----------- | --------- | --------- |
| zöngétlen zárhang, affrikáta | p        | t        | t͡s (tz)         | t͡ɕ (ts)         | t͡ʃ (tx)         | (c) (tt)    | k         |           |
| zöngés zárhang               | b        | d        |                 |                 |                 | (ɟ) (dd)    | g         |           |
| réshang                      | (f)      |          | s (z)           | ɕ (s)           | ʃ (x)           |             | ʝ/ʒ/x (j) | h         |
| orrhang                      | m        | n        |                 |                 |                 | ɲ (-in, ñ)  |           |           |
| pergőhang                    |          |          |                 | r (rr)          |                 |             |           |           |
| legyintőhang                 |          |          |                 | ɾ (r)           |                 |             |           |           |
| oldalréshang                 |          |          |                 | l               |                 | ʎ (-il, ll) |           |           |

A hangok a Nemzetközi fonetikai ábécé (IPA) jelöléseivel vannak megadva, mellettük zárójelben a baszk helyesírási alak szerepel, ha az az IPA-jeltől eltér. A zárójelben lévő hangok ritkán használatosak, így /f/ csak jövevényszavakban,
/c, ɟ/ pedig csak különös kontextusokban fordul elő (pl. becenevek), a /ɟ/ majdnem mindig az /n/ hangkörnyezettől függő variánsaként írható le. Bár a /h/-t – az újlatin nyelvek hatására – sokan nem ejtik, elméletileg itt egy baszk hangról van szó.

### Az írás rendszere

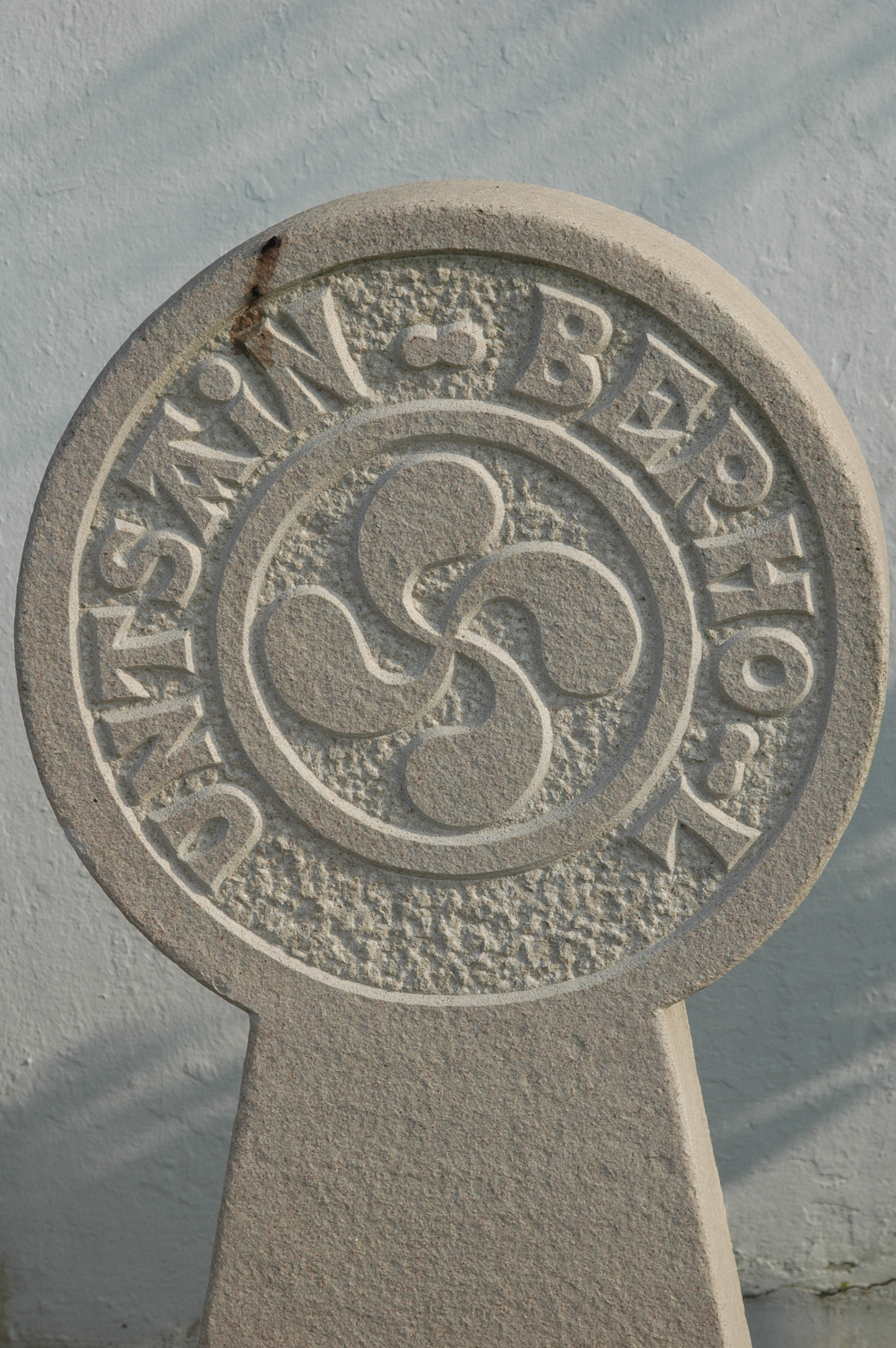
A baszk írás példája egy sírkövön

A baszkot a latin ábécé betűivel írják, melyhez még hozzájön az ñ és néha a ç és az ü betű. Nem használják a Cc, Qq, Vv, Ww, Yy betűket, csak idegen szavakban; ennek ellenére, az alkalmazott baszk ábécé, amelyet a Baszk Akadémia (Euskaltzaindia) vezetett be, tartalmazza ezeket a betűket is. Az így véglegesített baszk ábécé az alábbi:
Aa Bb Cc Dd Ee Ff Gg Hh Ii Jj Kk Ll Mm Nn Ññ Oo Pp Qq Rr Ss Tt Uu Vv Ww Xx Yy Zz.
A betűk többségét ugyanúgy ejtjük, mint a magyarban. A magyar olvasattól eltérő betűk és betűkapcsolatok megközelítő kiejtése az alábbi:
- dd – magyar gy; csak hangutánzó, hangfestő szavakban, becenevekben fordul elő;
- h – nyelvjárástól függően, magyar h, vagy néma;
- j – nyelvjárástól függően lehet magyar j~gy, vagy ch (mint a technika szóban), ahogyan a spanyolban;
- ts, tx – magyar cs;
- tt – magyar ty; csak hangutánzó, hangfestő szavakban, becenevekben fordul elő;
- tz – magyar c;
- x – magyar s (az s-sel jelölt hangnál kicsit hátrébb képzett);
- z – magyar sz.

Egyes fonémákat digráfok (dd, ll, rr, ts, tt, tx, tz) jelölnek. Minden betű és digráf egy-egy önálló fonémát képvisel. A fő kivételt képezi az l vagy n betűket megelőző i, mely a legtöbb dialektusban palatizálja a hangzásukat /ʎ/-re és /ɲ/-re változtatva, akkor is, ha ezek nem írottak. Így például az Ikurriña írható Ikurrinaként is (hangzása azonos marad), míg az Ainhoa név megköveteli a néma h-t, így jelezve az n palatizálásának elmaradását.
A h az újlatin nyelvek hatására a legtöbb nyelvterületi egységben néma, de északkeleten sok helyen ejtik. Ez a fő oka a betű létének a baszk ábécében. Ennek elfogadása éles viták tárgya volt a nyelv egységesítésekor, mivel a legelterjedtebb dialektust beszélőknek meg kellett tanulniuk, hová kell kitenniük a néma h-kat.

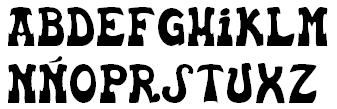
Az ábécé betűi egy baszk típusú betűkészletben

Sabino Arana (1865–1903) helyesírási útmutatójában, ll és rr helyett sorrendben ĺ és ŕ szerepel.
A tipikus baszk írásmód néha feliratokban jelenik meg. Ez a kő- és fametszők munkáiból származik, és a vastag serif jellemzi.

### A főnevek alaktana

#### A baszk nyelv ergatív
Ergativitása annyit jelent, hogy a tárgyas igék mellett fellép egy külön eset, az ergativus, amely a cselekvés végrehajtójára, alanyára utal. (A mellette abszolút esetben álló főnév ilyenkor a mondat tárgya.) 
Ezzel szemben a tárgyatlan ige alanyának esete az absolutivus. Az ergativust a baszk nyelvben az -(e)k rag jelöli. Az absolutivusnak nincs ragja, ez a főnevek alapformája. A magyarral és az ismertebb nyelvekkel ellentétben tehát a baszk nem alanyt és tárgyat különböztet meg a mondatban, hanem az „aktív”, illetve „passzív szereplőt”.
- Jon dator, „János jön” (tárgyatlan, Jon absolutivusban áll itt);
- Jonek ardoa dakar, „János bort (ardo) hoz” (tárgyas, Jon ergativusban áll, ardo mint tárgy absolutivusban);
- Oinak zerbitzatzen du eskua, „A láb (oina) szolgálja a kezet (eskua)”;
- eta eskuak oina, „és a kéz a lábat”.

#### Transznumerális, egyes és többes szám
A főnévnek alapformája egyszerre egyes számú és többes számú, azaz nem tesz különbséget számban (transznumerális). Abszolutívuszban (lásd fenn) ezek a formák vannak:
| Szám                          | Forma   | Fordítása      |
| ----------------------------- | ------- | -------------- |
| abszolutívusz transznumerális | katu    | „macska”       |
| abszolutívusz egyes szám      | katu-a  | „a/egy macska” |
| abszolutívusz többes szám     | katu-ak | „(a) macskák”  |

A transznumerális alapformát néha „határozatlannak” is nevezik.
Ez nem speciális határozatlan forma, hanem sokkal inkább egy, a nyelvtani számtól elvonatkoztató forma. Így a „határozott” a nem transznumerális formák nem egészen pontos neve, annak ellenére, hogy nagyon elterjedt. Néhány nyelvtudós ezért inkább az individualizált jelzőt használja. A mintamondat: Garfield katua da. 'Garfield egy macska.' világosan mutatja, hogy itt nem határozott alakról van szó.

#### Esetek képzése
A baszk az eseteket ragok segítségével fejezi ki, ugyanúgy mint a magyar. Ha főnévi szerkezetben egy dolgot, fogalmat több főnév és melléknév együttese fejezi ki, akkor a rag a baszkban is az utolsó főnévhez járul. Ugyanolyan gazdaságos nyelv tehát, mint a magyar.
Tiszta formában a tulajdonneveknél és a transznumerális formáknál maradtak fenn a baszk ragok. Egyes számban a ragokat egy -a(-) jel köti a tőhöz, a többes számnál többnyire kiesik a ragot bevezető -r-. A baszk nyelv sem ismer nyelvtani nemet. A következő táblázat áttekintést ad a nem rendhagyó főnévragozásról. Becslés szerint egy főnév (melynek két szintű nyelvi rekurziója van) 458 683 esettel rendelkezhet.
Az esetek és a nekik megfelelő ragok:
| Eset           | Élettelen                                       | Élettelen    | Élettelen   | Élő                                              | Élő               | Élő               | Jelentés                           |
| Eset           | transznumerális                                 | egyes szám   | többes szám | transznumerális                                  | egyes szám        | többes szám       | Jelentés                           |
| -------------- | ----------------------------------------------- | ------------ | ----------- | ------------------------------------------------ | ----------------- | ----------------- | ---------------------------------- |
| absolutivus    | –                                               | -a           | -ak         | mint az élettelen                                | mint az élettelen | mint az élettelen | (lásd fenn)                        |
| ergativus      | -([r]e)k                                        | -ak          | -ek         | mint az élettelen                                | mint az élettelen | mint az élettelen | (lásd fenn)                        |
| dativus        | -(r)i                                           | -ari         | -ei         | mint az élettelen                                | mint az élettelen | mint az élettelen | -nak, -nek                         |
| genitivus      | -(r)en                                          | -aren        | -en         | mint az élettelen                                | mint az élettelen | mint az élettelen | -nak a(z), -nek a(z)               |
| benefactivus   | -(r)rentzat                                     | -arentzat    | -entzat     | mint az élettelen                                | mint az élettelen | mint az élettelen | javára                             |
| comitativus    | -(r)ekin                                        | -arekin      | -ekin       | mint az élettelen                                | mint az élettelen | mint az élettelen | -val, -vel [együtt] (társhatározó) |
| causativus     | -([r]e)ngatik                                   | -a(ren)gatik | -engatik    | mint az élettelen                                | mint az élettelen | mint az élettelen | -ért, miatt (okhatározó)           |
| instrumentalis | -(e)z, -(e)taz                                  | -az          | -ez         | mint az élettelen                                | mint az élettelen | mint az élettelen | -val, -vel (eszközhatározó)        |
| inessivus      | -([r]e)tan -([r]e)n (tulajdonneveknél)          | -(e)an       | -etan       | -(r)engan -([r]en)gan (tulajdonneveknél)         | -a(ren)gan        | -engan            | -ban, -ben                         |
| allativus      | -(e)tara -([r]e)ra (tulajdonneveknél)           | -(e)ra       | -etara      | -(r)engana -([r]en)gana (tulajdonneveknél)       | -a(ren)gana       | -engana           | -hoz, -hez, -höz                   |
| ablativus      | -(e)tatik -([r]e)tik(tulajdonneveknél)          | -(e)tik      | -etatik     | -(r)engandik -([r]en)gandik (tulajdonneveknél)   | -a(ren)gandik     | -engandik         | -tól, -től; keresztül              |
| directivus     | -([e]ta)rantz -([r]e)rantz (tulajdonneveknél)   | -(e)rantz    | -etarantz   | -([r]en)ganantz                                  | -a(ren)ganantz    | -enganantz        | arra, -felé                        |
| terminativus   | -([e]ta)taraino -([r]e)raino (tulajdonneveknél) | -(e)raino    | -etaraino   | -(r)enganaino -([r]en)ganaino (tulajdonneveknél) | -a(ren)ganaino    | -enganaino        | -ig                                |
| separativus    | -(e)tako -([r]e)ko (tulajdonneveknél)           | -(e)ko       | -etako      | –                                                | –                 | –                 | -ból, -ből                         |
| prolativus     | -tzat                                           | –            | –           | -tzat                                            | –                 | –                 | -nak/-nek látszó                   |
| partitivus     | -(r)ik                                          | –            | –           | -(r)ik                                           | –                 | –                 | egyik sem / valamelyik             |

A mássalhangzóra végződő főneveknél a ragozás csak kevéssé különböző: a ragot bevezető -r kiesik a transznumerális formáknál, néhány ragot az -e- kötőhang köti a főnévhez. A separativus ragja -l-re, ill. -n-re végződő szavakban -go: Irungo udaletxea, „az iruni városháza” (Irunból való torony); Babelgo dorre, „Bábel tornya” (hasonlóan). Itt az eset melléknév képzését szolgálja.

#### Személyes névmások
| Eset           | én       | te       | ő         | mi       | Ön(ök)   | ti       | ők        |
| -------------- | -------- | -------- | --------- | -------- | -------- | -------- | --------- |
| absolutivus    | ni       | hi       | hura      | gu       | zu       | zuek     | haiek     |
| ergativus      | nik      | hik      | hark      | guk      | zuk      | zuek     | haiek     |
| dativus        | niri     | hiri     | hari      | guri     | zuri     | zuei     | haiei     |
| genitivus      | nire     | hire     | haren     | gure     | zure     | zuen     | haien     |
| benefactivus   | niretzat | hiretzat | harentzat | guretzat | zuretzat | zuentzat | haientzat |
| comitativus    | nirekin  | hirekin  | harekin   | gurekin  | zurekin  | zuekin   | haiekin   |
| instrumentalis | nitaz    | hitaz    | hartaz    | gutaz    | zutaz    | zuetaz   | haietaz   |

#### Főnévi szerkezetek
A ragot többtagú jelzős szerkezetnél csak az utolsó szó kapja, ahogy a magyarban. Az ezt megelőzők változatlanul maradnak. A határozók és jelzők (a magyarral ellentétben) a főnevet követik. A bat („egy”) egyszerre számnév és határozatlan névelő, s a jelzős szerkezet végén áll.
| Baszk                 | Magyar                                        |
| --------------------- | --------------------------------------------- |
| asto txuri bat        | „egy fehér (txuri) szamár (asto)”             |
| katu beltz batengatik | „egy fekete (beltz) macska (katu) miatt”      |
| etxea ederra          | „a szép (eder) ház (etxe)”                    |
| gure ahuntz politak   | „a mi (gure) szép (polit) kecskéink (ahuntz)” |
| zahagi berrietan      | „az új (berri) (bor-)szivornya (zahagi)”      |

### Számnevek
A baszk nyelv húszas számrendszert alkalmaz: pl. 40 = 2×20, 60 = 3×20, 80 = 4×20, 90 = 4×20+10. A húsz többszöröseit követő maradékok hasonlóak a francia és a bretoni nyelvekben.
| 1  | bat       | 11 | hamaika    | 10  | hamar             |
| 2  | bi        | 12 | hamabi     | 20  | hogei             |
| 3  | hiru      | 13 | hamahiru   | 30  | hogeita hamar     |
| 4  | lau       | 14 | hamalau    | 40  | berrogei          |
| 5  | bost      | 15 | hamabost   | 50  | berrogeita hamar  |
| 6  | sei       | 16 | hamasei    | 60  | hirurogei         |
| 7  | zazpi     | 17 | hamazazpi  | 70  | hirurogeita hamar |
| 8  | zortzi    | 18 | hemezortzi | 80  | laurogei          |
| 9  | bederatzi | 19 | hemeretzi  | 90  | laurogeita hamar  |
| 10 | hamar     | 20 | hogei      | 100 | ehun              |

### Az igék ragozása
Míg a sok eset ellenére a főnevek ragozása áttekinthető, addig az igéké egyenesen hírhedt a rendkívül gazdag és komplikált formák miatt. Koldo Michelena így jellemzi a baszk igék ragozását: „egyesek szerint a kollektív szellem tökéletes műve, amely csupán azért nem került be a világ hét csodája közé, mert nem anyagszerű; mások szerint viszont éppen bonyolultsága miatt nehézkes és használhatatlan eszköz”. A 18. század nyelvészei nem kevesebb mint 30 952 alakját számlálták meg egy és ugyanazon igének. Ennek okai a következők: a baszk ragozott formák nemcsak a cselekvő személyét jelölik, hanem ezt kiegészítőleg az ige tárgyához, a részeshatározójához, sőt sokszor a megszólított személyhez is igazodnak. Morvay Károly, a baszk nyelv magyar kutatóinak egyike arra utal e kérdésben, hogy az igealakok főleg a személyes névmásokból építkeznek, s ez némileg megkönnyíti a nyelvtanulók dolgát.
Álljon itt az ukan birtoklást jelölő ige jelen idejének néhány alakja:
| Baszk     | Fordítása              | Alany | Tárgy | Részeshatározó |
| --------- | ---------------------- | ----- | ----- | -------------- |
| du        | az övé                 | E/3   | E/3   | –              |
| gaitu     | az övé vagyunk         | E/3   | T/1   | –              |
| zaitugu   | Ön a miénk             | T/1   | E/2   | –              |
| diot      | enyém az ő számára     | E/1   | E/3   | E/3            |
| dizut     | enyém az Ön számára    | E/1   | E/3   | E/2            |
| dizkizut  | enyémek az Ön számára  | E/1   | T/3   | E/2            |
| dizkigute | az övék a mi számunkra | E/3   | T/3   | T/1            |

Azonnal látható, hogy mekkora formagazdagságra vezet az igeragozás hármas jelzőrendszere. Egy valóban áttekinthető ábrának háromdimenziósnak kellene lennie.

#### Egyszerű igeragozás
A baszk nyelvtan megkülönböztet egy ún. egyszerű (vagy szintetikus) igeragozást, melynél a formákat az igetőből közvetlenül képezi (mint a magyar „szereti”) és egy összetett (vagy analitikus) igeragozást segédigékkel (mint valaha a magyar régmúlt „szeretett vala”).
Az ún. egyszerű igeragozást csak a leggyakoribb igék kis csoportjában találjuk meg. Ilyenek az izan, „lenni”; ukan, a birtoklás igéje; egon, „lenni”; etorri, „jönni”; joan, (adott cél felé) „menni”; ibili, „megkerülni”; eduki, „birtokolni, tartani”; jakin, „tudni” és esan, „mondani”. Az irodalmi baszk nyelvben még további igék kapnak egyszerű ragozást, például az ekarri, „hozni”, erabili, „használni”, eraman, „hordani”, etzan, „feküdni”, iraun, „tartani” (időben). A korábbi nyelvi fázisokban az egyszerűen ragozott igék nagyobb számban voltak jelen. A 16. századi írásos emlékekben mintegy ötven ilyen ige van. Ma ezek az emelt stílusú közlés eszközei. Minden más igének összetett a ragozása. Az egyszerű igeragozásnak ma már csak két ideje van, a jelen idő és a múlt idő. Van benne felszólító mód is.
Például az ekarri, „hozni ”ige alannyal, tárggyal, illetve részeshatározóval történő ragozását szemlélteti az alábbi táblázat:
| Baszk       | Fordítása          | Alany | Tárgy | Részeshatározó |
| ----------- | ------------------ | ----- | ----- | -------------- |
| dakart      | hozom azt          | E/1   | E/3   | –              |
| dakark      | hozod azt          | E/2   | E/3   | –              |
| dakar       | hozza azt          | E/3   | E/3   | –              |
| dakarte     | hozzák azt         | T/3   | E/3   | –              |
| dakartza    | hozza azokat       | T/3   | T/3   | –              |
| nakar       | hoz engem          | E/3   | E/1   | –              |
| hakar       | hoz téged          | E/3   | E/2   | –              |
| dakarkiote  | hozzák azt neki    | T/3   | E/3   | E/3            |
| dakarzkiote | hozzák azokat neki | T/3   | T/3   | E/3            |

A gyakran használt segédige, az ukan (ugyanaz a szerepe, mint az angolban a have, a németben a haben, a spanyolban az haber segédigéknek) az „azt” tárggyal (E/3) és változó részeshatározóval áll a következő táblázatban:
| Alany    | Részeshatározó | Részeshatározó | Részeshatározó | Részeshatározó | Részeshatározó | Részeshatározó | Részeshatározó | Részeshatározó |
| Alany    | nincs          | E/1            | E/2 (te)       | E/3            | T/1            | E/2 (Ön)       | T/2            | T/3            |
| -------- | -------------- | -------------- | -------------- | -------------- | -------------- | -------------- | -------------- | -------------- |
| E/1      | dut            | –              | diat / dinat   | diot           | –              | dizut          | dizuet         | diet           |
| E/2 (te) | duk/n          | didak/n        | –              | diok/n         | diguk/n        | –              | –              | diek/n         |
| E/3      | du             | dit            | dik/n          | dio            | digu           | dizu           | dizue          | die            |
| T/1      | dugu           | –              | diagu /dinagu  | diogu          | –              | dizugu         | dizuegu        | diegu          |
| E/2 (Ön) | duzu           | didazu         | –              | diozu          | diguzu         | –              | –              | diezu          |
| T/2      | duzue          | didazue        | –              | diozue         | diguzue        | –              | –              | diezue         |
| T/3      | dute           | didate         | diate / dinate | diote          | digute         | dizute         | dizuete        | diete          |

Példaként a diguzue jelentése: „nektek van a mi számunkra”. A megfelelő tárgy a többes szám 3. személyben azoknál az alakoknál, melyek a „kinek?” kérdésre adnak választ, a -zki- közvetlenül az első szótag után (di-) történő betoldásával jön létre; például dizkiot, „nekem vannak azok az ő számára”, de: diot, „nekem van az az ő számára”. Mint látjuk, ebben a sémában nincsenek visszaható alakok. A baszk nyelvben a visszaható ragozást körülírással képzik.

#### Összetett igeragozás
Az összetett igeragozás képzésekor az ige egyik alapformáját veszik valamely segédige (izan, ukan, edin vagy ezan) valamely szintetikus alakjával. Alapformán magát az igetövet, a befejezett melléknévi igenevet (participium perfectum),,a jövő idejű melléknévi igenevet (participium futurum) és a határozói igenevet értjük. Tárgyas igéknél az ukan és ezan, míg tárgyatlanoknál izan és edin a segédigék. (Az összetett igeragozás részletes tárgyalását lásd a felsorolt irodalomjegyzékben.)

## A baszk nyelv kutatói
Az első jelentős baszk nyelvtant Manuel Larramendi írta spanyol nyelven: El imposible vencido (A legyőzött lehetetlen) címmel 1729-ben, továbbá Louis-Lucien Bonaparte kutatási eredményei franciául jelentek meg 1877-ben.
1866-ban jelent meg Ribáry Ferenc munkája a Nyelvtudományi Közleményekben, Budapesten, ő az első ismert magyar kutatója a nyelvnek. Majd 1877-ben jelent meg a Baszk nyelvtana Párizsban, francia fordításban, ezt követően 140 évvel később jelent meg Morvay Károly baszk nyelvtana, amelyre ez a szócikk többször hivatkozik.
A 20. századból a nyelvet kutatók közül a legismertebbek betűrendben: Resurrección Mª de Azkue, Julio Caro Baroja, José Miguel de Barandiaran, René Lafon, Pierre Lafitte, Antonio Tovar, Koldo Mitxelena (Luis Michelena), Frederico Krutwig, Jacques Allières, Txillardegi (José Luis Álvarez Emperanza).
Néhány jelenlegi, kiemelkedő kutatót is meg lehet említeni: Miren Azkarate, Patxi Goenaga, Xabier Kintana, Henrike Knörr, Ibon Sarasola.

## Nyelvi példa
| Idézet a baszk nyelvű Wikipédia Euskara című cikkéből, felolvassa Unai Fernandez de Betoño: |
|                                                                                             |

(baszkul) Iberiar Penintsulan bizirik dirauen erromatarren aurreko hizkuntza bakarra da euskara. Gutxitze prozesu gogorra jasan du, etenik gabe lurraldeak eta hiztunak galduz. Nafarroa Garaian bereziki, prozesu hori nabarmena da. XIX. mendearen bukaeran eta XX. mendearen hasieran, hainbat intelektual eta politikariren eraginez (Arturo Kanpion, Sabino Arana…) nolabait biziberritu zen, abertzaletasunari estuki loturik. Frankismoan (1936-1977) jazarpen latza pairatu ondoren, XX. mendearen erdialdetik aurrera hasi da indartzen, idatzizko estandarizazioari dagokionean, batez ere.
(spanyolul) «El euskera es la única lengua prerromana que pervive en la península ibérica. Ha sufrido un duro retroceso y una pérdida constante en cuanto al territorio y número de hablantes. Dicho proceso es especialmente palpable en la Alta Navarra. A finales del siglo XIX y principios del XX, y gracias al impulso de varios intelectuales y políticos (Arturo Kanpion, Sabino Arana), experimentó cierto florecimiento, estrechamente relacionado con el nacionalismo vasco. Tras sufrir una gran persecución y acoso durante el Franquismo (1936-1977), ha comenzado a fortalecerse durante la segunda mitad del siglo XX, sobre todo en lo que a la estandarización escrita se refiere».
(magyarul) „Az Ibériai-félsziget egyetlen máig fennmaradt preromán nyelve a baszk. Mára erősen visszaszorult, területe és a beszélők száma tekintetében folyamatosan veszteséget szenvedett. Az említett folyamat különösképpen Felső-Navarra területén a legkézzelfoghatóbb. A 19. század végén és a 20. század elején, köszönhetően számos értelmiségi és politikus (Arturo Kanpion, Sabino Arana stb.) ösztönzésének, egyfajta fellendülést élt, szoros összefüggésben a baszk nacionalizmussal. A Franco-korszak alatt (1936–1977) szenvedett nagy üldözését követően kezdett el megerősödni a 20. század második felében, mindenekelőtt ami az írott nyelv sztenderdizációját illeti.”

## A baszk nyelv nemzetközi napja
Hivatalosan december 3. a baszk nyelv nemzetközi napja (Euskaraen Nazioarteko Eguna) melynek célja, hogy a nyelv fennmaradhasson, és minél többen beszélhessék ezt az ősi nyelvet. Ilyenkor a baszk közösségek különböző rendezvényekkel hívják fel a nemzetközi közvélemény figyelmét a nyelvükre és kultúrájukra.

## Fordítás
- Ez a szócikk részben vagy egészben  a   Baskische Sprache című német Wikipédia-szócikk ezen változatának fordításán alapul.  Az eredeti cikk szerkesztőit annak laptörténete sorolja fel. Ez a jelzés csupán a megfogalmazás eredetét és a szerzői jogokat jelzi, nem szolgál a cikkben szereplő információk forrásmegjelöléseként.

## Forrásjegyzék

### Szótárak
- Elena Martinez Rubio: Wörterbuch Deutsch-Baskisch/Baskisch-Deutsch. Elkar. Donostia. 2006. Von Buske Verlag in Deutschland vertrieben.ISBN 84-9783-317-1.
- Manuel Agud, A. Tovar: Diccionario etimológico vasco. Gipuzkaoko Foru Aldundia, Donostia-San Sebastián 1989, 1990, 1991. (befejezetlen)
- Helmut Kühnel: Wörterbuch des Baskischen. Reichert, Wiesbaden 1999. ISBN 3-89500-121-X (baszk–német és német–baszk szótár táblázatokkal, a szóképző utótagokkal és az igealakok tanával.)
- Martin Löpelmann: Etymologisches Wörterbuch der baskischen Sprache. Dialekte von Labourd, Nieder-Navarra und La Soule. 2 Bde. de Gruyter, Berlin 1968.
- Luis Michelena (Koldo Mitxelena): Diccionario General Vasco/ Orotariko Euskal Hiztegia. 16 Bde. Real academia de la lengua vasca, Bilbao 1987ff. ISBN 84-271-1493-1

### Tankönyvek és nyelvtan
- Morvay Károly: Rövid baszk nyelvtan – Euskal gramatika llaburra – DUK, L’Harmattan Kiadó, 2007. ISBN 978-963-236-058-4.
- Resurrección María de Azkue: Morfología vasca. La Gran enciclopedia vasca, Bilbao, 1969.
- Christiane Bendel: Baskische Grammatik. Buske Verlag, Hamburg, 2006. ISBN 3-87548-419-3
- J. I. Hualde, J. Ortiz de Urbina: A Grammar of Basque. Mouton Grammar Library. Bd 26. de Gruyter, Berlin, 2003. ISBN 3-11-017683-1
- Alan R. King: The Basque Language. A Practical Introduction. University of Nevada Press, Reno, 1994. ISBN 0-87417-155-5
- Pierre Lafitte: Grammaire basque – navarro-labourdin littéraire. Elkarlanean, Donostia/Bayonne 1962, 2001. ISBN 2-913156-10-X
- Michelena, Koldo.szerk.: Leopoldo Zugaza: La lengua vasca. Durango (1977)

### Nyelvtörténet
- Joxe Azurmendi: "Die Bedeutung der Sprache in Renaissance und Reformation und die Entstehung der baskischen Literatur im religiösen und politischen Konfliktgebiet zwischen Spanien und Frankreich" In: Wolfgang W. Moelleken (Herausgeber), Peter J. Weber (Herausgeber): Neue Forschungsarbeiten zur Kontaktlinguistik, Bonn: Dümmler, 1997. ISBN 978-3537864192
- Michel Morvan: Les origines linguistiques du basque. Bordeaux 1996. ISBN 2-86781-182-1
- J. B. Orpustan: La langue basque au Moyen-Age. Baïgorri 1999. ISBN 2-909262-22-7
- Robert Lawrence Trask: The History of Basque. Routledge, London – New York 1997. ISBN 0-415-13116-2
- Eguzki Urteaga: La langue basque dans tous ses états – sociolinguistique du Pays Basque. Harmattan, Párizs, 2006. ISBN 2-296-00478-4
- Elisabeth Hamel, Theo Vennemann: Vaskonisch war die Ursprache des Kontinents. in: Spektrum der Wissenschaft. Deutsche Ausgabe des Scientific American. Spektrumverlag, Heidelberg 2002,5, S.32.ISSN 0170-2971

### Nyelvrokonság
- J. D. Bengtson: The Comparison of Basque and North Caucasian. in: Mother Tongue. Journal of the Association for the Study of Language in Prehistory. Gloucester MA 1999. ISSN 1087-0326
- Georgij A. Klimov: Einführung in die kaukasische Sprachwissenschaft. Buske, Hamburg 1994. ISBN 3-87548-060-0
- Michel Morvan: Les origines linguistiques du basque. Presses universitaires, Bordeaux 1996. ISBN 2-86781-182-1
- R. W. Thornton: Basque Parallels to Greenberg’s Eurasiatic. in: Mother Tongue. Journal of the Association for the Study of Language in Prehistory. Gloucester MA 2002. ISSN 1087-0326
- R. L. Trask: Basque and Dene-Caucasian. in: Mother Tongue. Journal of the Association for the Study of Language in Prehistory. Gloucester MA 1995. ISSN 1087-0326

### Egyéb szakirodalom
- Michel Aurnague: Les structures de l’espace linguistique – regards croisés sur quelques constructions spatiales du basque et du français. Peeters, Louvain u. a. 2004. ISBN 2-87723-802-4.
- Jean-Baptiste Coyos: Politique linguistique – langue basque. Elkar, Baiona u. a. 2004. ISBN 2-913156-65-7.
- Txomin Peillen: Les emprunts de la langue basque à l’occitan de Gascogne – étude du dialecte souletin de l’euskara. Univ. Nacional de Educación a Distancia, Madrid 1998. ISBN 84-362-3678-5